# Boethius din Dacia
Boethius din Dacia (n. 1240, Danemarca, Regatul Danemarcei⁠(d) – d. 1284, Danemarca, Regatul Danemarcei⁠(d)) a fost un filozof danez născut în Suedia, unul dintre protagoniștii mișcării filozofice din secolul al XIII-lea cunoscută sub numele de averroism latin, alături de Siger din Brabant. Numele său Danske Bo ("Bo Danezul") a fost transcris greșit de clericii catolici medievali în limba latină sub forma Boetius de Dacia, prin confuzie între Dania și Dacia. Boethius din Dacia a fost unul din maeștrii formării lui Dante Alighieri.

## Opere
S-au păstrat puține texte. Printre ele se numără:
- De summo bono sive de vita philosophi, dezbate modelul etic intelectual în acord cu Etica lui Aristotel;
- De somniis, tratează problema prevederii viitorului prin vise.

## Ediții
- J. Pinborg, H.J. Green-Pedersen, Corpus Philosophorum Danicorum Medii Aevi, VI, 1-2, Boethii Daci Topica et Opuscula (DKK 300), 1976.

## Ediții în limba română
- Boethius din Dacia, Despre viața filosofului. Despre vise, ediție bilingvă, traducere, notă introductivă, note și comentarii de Mihai Maga, Editura Polirom, Iași, 2005.
- Magistrul Boethius din Dacia, Despre eternitatea lumii, în: Aristotel, Plotin, Augustin, Ioan Filopon, Toma din Aquino, Al-Kindi, Avicenna, Avicebron, Algazel, Averroes, Albert cel Mare, Henri din Gand, Siger din Brabant, Boethius din Dacia, Despre eternitatea lumii, fragmente sau tratate, traducere din limba latină, tabel cronologic, note și postfață de Alexander Baumgarten, Editura Iri, București, 1999.